# Paul Le Jéloux
 (janvier 2016).
Paul Le Jéloux, né le 4 mai 1955 à Pontivy et mort le 28 décembre 2015 à Dol-de-Bretagne, est un poète français.

## Biographie
En 1983, Paul Le Jéloux remporte le Prix de la Vocation avec son premier recueil, L'Exil de Taurus qui est publié aux éditions Obsidiane. Le même éditeur publiera ses trois recueils suivants : Le Vin d'amour (1990), Le Sang du Jour (2001), Le Jardin sous l'ombre (2017).
Très attaché à la Bretagne et à la langue bretonne qu'il parla dès son enfance, Paul Le Jéloux a également manifesté un grand intérêt pour des poètes anglais et irlandais qu'il a traduits dans différentes anthologies, notamment David Gascoyne (1916-2001) et Patrick Kavanagh (1904-1967). Dans sa jeunesse, Paul Le Jéloux, avec son ami Jean-Louis Bouttes, a fait partie de l'entourage de Roland Barthes. On retrouve dans ses poèmes des souvenirs liés à des séjours marquants à Madagascar et en Irlande. Il a résidé longtemps en région parisienne puis, au cours des dernières années de sa vie, a vécu en Bretagne, successivement à Lanhélin puis à Dol-de-Bretagne.
Sa poésie nourrie de légendes, de contes et de mythes, pose avec une grande richesse d'images la question de la situation spirituelle du monde moderne, au carrefour de l'héritage chrétien et des anciennes traditions païennes. L’Éros y est une force dionysiaque appelée à régénérer le rapport de l'homme au monde.

## Œuvres
- L'Exil de Taurus, éd. Obsidiane, 1983 (épuisé).
- Le Vin d'amour suivi de Six poèmes anciens, éd. Obsidiane, 1990 (épuisé).
- Le Sang du jour, éd. Obsidiane, 2001.
- Le Jardin sous l'ombre, éd. Obsidiane, 2017.